# Serica shinanshana
Serica shinanshana är en skalbaggsart som beskrevs av Kobayashi 1988. Serica shinanshana ingår i släktet Serica och familjen Melolonthidae. Inga underarter finns listade i Catalogue of Life.